# Constantine Zuckerman
Constantine Zuckerman (ur. 1957) – francuski historyk żydowskiego pochodzenia, bizantynolog.  

## Życiorys
Absolwent filologii klasycznej Uniwersytetu Hebrajskiego w Jerozolimie. Doktorat z zakresu historii Bizancjum na Uniwersytecie Paryż I – Sorbona), habilitacja na Uniwersytecie Paryż IV – Sorbona. Dyrektor studiów w École pratique des hautes études (IV sekcja), zastępca dyrektora Centre d’Histoire et Civilisation de Byzance. Zajmuje się historią społeczną i historią wojskowości w Bizancjum. Duży nacisk w swoich badaniach kładzie na stosunki Bizancjum z Gotami, Hunami, Turkami, Ormianami, Chazarami, Węgrami oraz Rusią.

## Wybrane publikacje
- La Crimee entre Byzance et le Khaganat khazar, Constantin Zuckerman, Paris: Association des Amis du Centre d'Histoire et Civilisation de Byzance 2006.
- On the Origin of the Khazar Diarchy and the Circumstances of Khazaria's Conversion to Judaism, [w:] The Turks, Vol. 1: Early Ages 2000.
- Les centres proto-urbains russes entre Scandinavie, Byzance et Orient, йds. M. Kazanski, A. Nercessian, C. Zuckerman (Rйalitйs Byzantines 7), Paris, 2000, s. 95-120.
- Цукерман. Перестройка древнейшей русской истории // У истоков русской государственности, 2007.

## Publikacje w języku polskim
- Armia [w:] Cesarstwo Wschodniorzymskie 330-641, red. Cécile Morisson, przeł. Andrzej Graboń, Kraków: Wydawnictwo WAM 2007, s. 169–214.